# Española
Española ist eine der Galapagosinseln. Die Engländer nannten sie Hood Island. Sie ist 61 km² groß. Der höchste Punkt der Insel liegt 206 Meter über dem Meeresspiegel. Española liegt im Süd-Osten der Galápagosinseln. Española ist die südlichste der Galápagosinseln. Die Südostspitze Punta Cevallos ist der südlichste Punkt.
Touristen kommen vor allem auf die Insel, um Albatrosse und Blaufußtölpel zu sehen.